# Patricia de Souza
Úrsula María Patricia de Souza López (Coracora, Ayacucho, 1964-Nueva Aquitania, 24 de octubre de 2019) fue una literata, escritora y profesora peruana. Autora de novelas, como Cuando llegue la noche (1995), El último cuerpo de Úrsula (2000) y Vergüenza (2009), y de ensayos, como Eva no tiene paraíso (2011) y Ecofeminismo decolonial y crisis del patriarcado (2018). Fue traductora al español de la poesía de Michel Leiris y de la narrativa de Jean Echenoz.

## Biografía
Patricia de Souza nació en Coracora, Ayacucho. Su infancia transcurrió en Chaclacayo, a las afueras de la ciudad de Lima. Fue licenciada en Letras, y realizó estudios de ciencias políticas, periodismo y filosofía. Obtuvo el Doctorado en Literatura francesa por la Universidad Sorbonne nouvelle París III con la tesis doctoral Flora Tristán et Lautréamont, ou l'invention de soi, entre deux langues et deux continents.
Escribió para la revista peruana Caretas y fue profesora de francés en la Universidad Nacional Mayor de San Marcos.
Vivió en los Ángeles, Ciudad de México, Caracas y París, ciudad en la que residió por varias décadas y en la que siguió sus estudios de doctorado. [3] 
Falleció en Pau en octubre de 2019 a causa de un cáncer. La noticia de su fallecimiento fue dada a conocer por su pareja Olivier Guyonneau a través de las redes sociales.
Tres años más tarde, la editorial francesa Arcane 17 publica su única novela directamente escrita en idioma francés, Lointain Pérou. Un texto inédito donde el uso del francés le permite tratar con fuerza de sus heridas, de su relación a los idiomas (español, francés y quechua), al Perú.

## Trayectoria
La escritora cuenta con una amplia narrativa en la que se puede distinguir tres etapas.  

### Primera etapa
La primera estaría comprendida por su primera novela Cuando llegue la noche (Lima, Campodónico, 1994); La mentira de un fauno (Madrid, Lengua de Trapo, 1999), publicada en España y Perú;  Electra en la ciudad (2006). (Madrid, Alfaguara, 2006), y Stabat Mater (Madrid, Debate, 2001), las cuales evidencian un estilo clásico en su estructura y composición.   

Su primera novela, Cuando llegue la noche (Lima, 1994), suscitó el interés del público por su madurez y por los temas que abordaba: violencia, desarraigo, soledad... Sin embargo, la autora afirmó que su trabajo era un análisis del discurso que en la obra realizan las mujeres. En su obra, la escritora muestra los nuevos modelos de mujer, dentro de la perspectiva de igualdad, en la que busca la ruptura con los roles de género tradicionales. Fue, además, colaboradora en la obra colectiva Líneas aéreas (Lengua de Trapo 1999).  
Un día Alia le habla a Lucien sobre ese río que no se detiene como la vida. Sus vidas florecen en la orilla como girasoles que buscan el sol. Ella hubiera luchado por retener ese momento, pero sabe que es imposible, no se volverá a repetir, y la alegría que siente al estar con Lucien se convierte en nostalgia. Le pregunta a Lucien si se da cuenta de que esos momentos que viven no se volverán a repetir. Lucien le habla de Heráclito: Las aguas nunca son las mismas. La única forma de poseer completamente ese momento sería muriendo juntos.  

Fragmento de Cuando llegue la noche (1994)  

### Segunda etapa
La segunda, por otro lado, abarcaría El último cuerpo de Úrsula (Barcelona, Seix Barral, 2000), obra que ha sido aclamada y traducida al inglés, francés y alemán;  Aquella imagen que transpira (Lima, Sarita Cartonera, 2006); Ellos dos (Lima, Editorial San Marcos, 2007), Erótika, escenas de la vida sexual (México, Jus, 2008), y Tristán (Lima, Altazor, 2010).  Esta etapa se caracteriza por estructuras más experimentales y con mayor presencia de un tono confesional. Asimismo, se puede percibir una voz que se asume conscientemente feminista.   
No sé cuál sería el comienzo, si es que existe alguno, de lo que podría llamar mi experiencia pasada; no sé, tampoco, si debería empezar a contarla por el principio o por el final. Esta confesión sigue el ritmo de mis sentimientos, es decir: disparatado. Está llena de ansiedad por la vida, por mi vida, por la que he estado dispuesta a hacer cualquier cosa.  

Inicio de El último cuerpo de Úrsula (2000)  

### Tercera etapa
Finalmente, la última etapa comprendería novelas como Vergüenza (Madrid, Casa de Cartón, 2014), Mujeres que trepan a los árboles (Madrid: Trifaldi, 2017), los ensayos Eva no tiene paraíso (Lima, Altazor, 2011), y Descolonizar el lenguaje (Santiago de Chile: Los Libros de la Mujer Rota, 2015). Este periodo de su producción estaría caracterizado por un férreo compromiso social, político y estético presente en tanto en los textos de ficción como en los de no ficción. 
No puedo seguir escribiendo «novelas», siento que alimento una farsa de dominación, de mentira, siento que mi lengua se traba cuando intento decir qué es lo que pasa por mi cabeza 

Fragmento de Mujeres que trepan a los árboles (2017) 
Entre otras apariciones de su obra, se encuentra el texto corto titulado Désert, publicado por la revista literaria francesa de l'NRF (Gallimard). 
Además escribía artículos para LaMula.pe, El País, y otros medios en México.
Tradujo poesía de Michel Leiris y narrativa de Jean Echenoz.

## Libros publicados
Narrativa
- Cuando llegue la noche (Lima, Jaime Campodónico, 1995).
- La mentira de un fauno (Madrid, Lengua de Trapo, 1999).
- El último cuerpo de Úrsula (Barcelona, Seix Barral, 2000; (Lima, [sic], 2009; Excodra Editorial, 2013; Santiago, Los Libros de la Mujer Rota, 2020); Der letzte Körper von Ursula  (Solothurn, Lateinamerika Verlag, 2005); Ursula's Last Body (Excodra Editorial, 2015); Le dernier corps d'Ursula (París, Orbis Tertius, 2015).
- Stabat Mater (Madrid, Debate, 2001);
- Electra en la ciudad (Madrid, Alfaguara, 2006);
- Aquella imagen que transpira (Lima, Sarita Cartonera, 2006).
- Ellos dos (Lima, Editorial UNMSM, 2007; México, Editorial Jus, 2009).
- Erótika, escenas de la vida sexual (México, Editorial Jus, 2008; Barcelona, Ediciones Barataria, 2009).
- Tristán, (Lima, Ediciones Altazor, 2010).
- Vergüenza (Caracas, El perro y la rana, 2013; Madrid, Casa de Cartón, 2014)
- Mujeres que trepan a los árboles (Madrid, Trifaldi, 2017).
- "Lointain Pérou" (París, Arcane 17, 2022)

Ensayo
- Eva no tiene paraíso (Lima, Ediciones Altazor, 2011).
- Descolonizar el lenguaje (Santiago de Chile, Los Libros de la Mujer Rota, 2015).
- Descolonizando a Juana (Caracas, El perro y la rana, 2017).
- Ecofeminismo decolonial y crisis del patriarcado (Los Libros de la Mujer Rota, Santiago de Chile 2018).

Traducciones
- Otras lanzadas de Michel Leiris (Lima, El Santo Oficio, 1997).
- Un año de Jean Echenoz (Lima, El Santo Oficio, 1998).
- Unión obrera de Flora Tristán (Caracas, El perro y la rana, 2014).